# Liste der Monuments historiques in Sossais
Die Liste der Monuments historiques in Sossais führt die Monuments historiques in der französischen Gemeinde Sossais auf.

## Liste der Bauwerke
| Bezeichnung                  | Beschreibung              | Standort | Kennzeichnung | Schutzstatus | Datum | Bild |
| ---------------------------- | ------------------------- | -------- | ------------- | ------------ | ----- | ---- |
| Kirche St-Jean-l’Evangeliste | Erbaut im 15. Jahrhundert | (Lage)   | PA00105735    | Inscrit      | 1937  |      |

## Liste der Objekte
- Monuments historiques (Objekte) in Sossais in der Base Palissy des französischen Kultusministeriums